# 奧德拉德涅 (希羅克區)
47°38′25″N 33°23′52″E / 47.64028°N 33.39778°E
奧德拉德涅（烏克蘭語：Одрадне），是烏克蘭中部的村莊，隸屬第聶伯羅彼得羅夫斯克州的克里維里赫區。該村距離奧列尼夫卡和波季達爾1.5公里，海拔高度80米，2001年人口143。